# Vaterpolo klub Šabac
Il Vaterpolo klub Šabac è una squadra di pallanuoto fondata nel 1990 che ha sede a Šabac, in Serbia.

## Storia[1]
Il Vaterpolo klub Šabac è stato fondato nel 1990 nella piscina cittadina di Šabac. Il Prvi primo presidente del club fu Živislav Živanović.
Nel 2005 a causa delle pessime condizioni della piscina cittadina la squadra dovette collaborare con la squadra "Sever" di Belgrado. Dieci anni dopo, nel giugno 2015 si costruì la piscina cittadina permettendo al club il ritorno nella città di origine. 
Nel 2016 il VK Šabac, guidato dal l'allenatore Balša Nikolić, si qualificò nella A2 liga partecipando per la prima volta a una competizione europea.
Nello stesso anno la squadra raggiunse per la prima volta nella sua storia le final four della Coppa di Serbia.
Nella stagione 2017-2018 guidata da Mirsad Zajmović arrivò addirittura in finale contro il Partizan a Bečej, finale che perse per 6 a 5.
Nello stesso anno arrivò seconda nella A2 liga qualificandosi ai play-off dove batté il Budva, conquistando così la promozione in A1 liga.
Nella stagione 2018-2019 vinse la prima coppa nella storia, sollevò la Coppa di Serbia battendo in finale il Radnički per 10 a 9.
Nel 2019 scrisse la storia vincendo il campionato serbo vincendo in finale 2 a 1 contro la Stella Rossa, in seguito il VK Šabac raggiunse un'altra storica impresa, si qualificò alla Coppa dei Campioni.

## Rosa 2025-2026
| N° |                   | Ruolo | Giocatore          |
| -- | ----------------- | ----- | ------------------ |
|    | Serbia (bandiera) | P     | Stefan Živojinović |
|    | Serbia (bandiera) | P     | Pavle Gavrilović   |
|    | Serbia (bandiera) |       | Andrej Vukadinović |
|    | Serbia (bandiera) |       | Mitar Maras        |
|    | Serbia (bandiera) |       | Nikola Marković    |
|    | Serbia (bandiera) |       | Mihajlo Repanović  |
|    | Russia (bandiera) |       | Ivan Koptsev       |
|    | Russia (bandiera) |       | Nikita Krug        |

| N° |                   | Ruolo | Giocatore           |
| -- | ----------------- | ----- | ------------------- |
|    | Serbia (bandiera) |       | Andrej Barać        |
|    | Serbia (bandiera) |       | Nebojsa Toholj      |
|    | Serbia (bandiera) |       | Petar Stanić        |
|    | Serbia (bandiera) |       | Kristijan Sulc      |
|    | Serbia (bandiera) |       | Ognjen Stojanovic   |
|    | Russia (bandiera) |       | Timur Shaykhutdinov |
|    | Serbia (bandiera) |       | Nemanja Stanojevic  |

## Palmarès

### Trofei nazionali
- Campionato serbo: 1

2019
- Coppa di Serbia: 1

2018-19